# GRACE
Der Doppelsatellit Gravity Recovery and Climate Experiment (Apronym: GRACE) ist ein Projekt zur genauen Bestimmung des Erdschwerefeldes in einer niedrigen Umlaufbahn. Das 2002 gestartete Projekt wurde 2018 mit neuen Satelliten als GRACE-FO fortgesetzt. Eine weitere Verlängerung ist für 2028 mit GRACE-C geplant.
Die GRACE-Satelliten stehen in der Nachfolge der Vorgängermission CHAMP, die im Jahr 2000 gestartet wurde. Sie basieren auf dem von Astrium entwickelten Flexbus-Konzept, das eine relativ kostengünstige und schnelle Fertigung der Satelliten ermöglicht.

## Mission

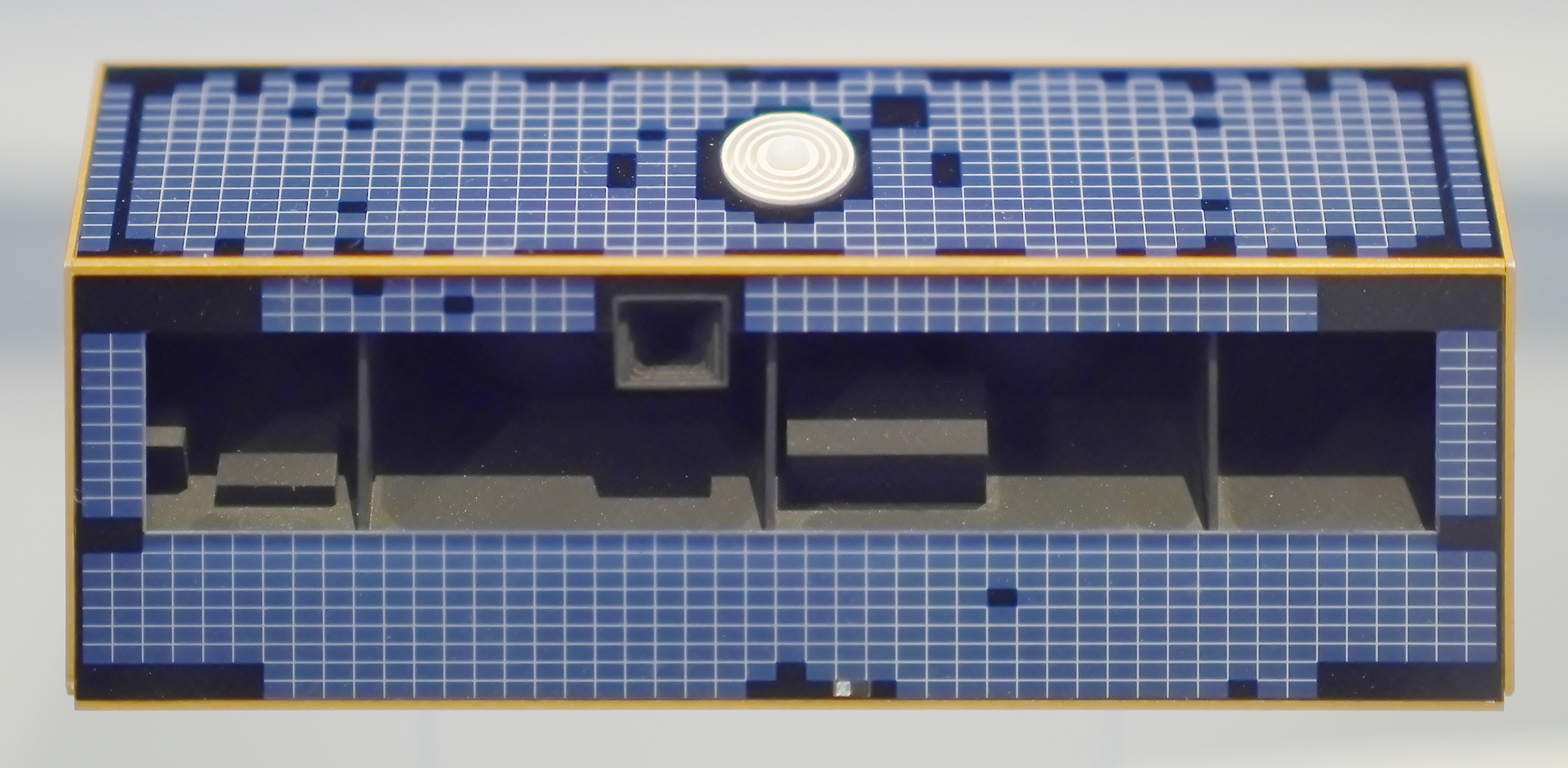
Modell des Kleinsatelliten GRACE im Maßstab 1:20, GeoForschungsZentrum

Die Satelliten wurden am 17. März 2002 mit einer Rokot-Trägerrakete vom Kosmodrom Plessezk (Nordrussland) aus in eine nahezu polare und kreisförmige Umlaufbahn mit einer Inklination von 89° und einer Anfangshöhe von 500 km gestartet. Die Satelliten arbeiten nach dem SST-Prinzip (Satellite-to-Satellite Tracking): Sie umrunden die Erde auf derselben (genauer: korrelierten) Umlaufbahn in etwa 200 km Abstand und messen mit Mikrowellen kontinuierlich die gegenseitige Distanz. Dadurch lassen sich Unregelmäßigkeiten des Schwerefeldes mit hoher Präzision analysieren, obwohl die Schwereanomalien in einigen hundert Kilometern Höhe schon deutlich schwächer sind als an der Erdoberfläche.
Wenn sich der erste Satellit beispielsweise einer Region mit erhöhter Schwerkraft annähert, wird er dadurch geringfügig beschleunigt (im Vergleich zu einer ungestörten Bahn) und der Abstand der beiden vergrößert sich. Gelangt der zweite Satellit an diese Stelle und erfährt nun seinerseits die Beschleunigung, verringert sich die Distanz der beiden wieder in typischer Weise. Aufgrund dieses quasi gegenseitigen Verfolgens, aber nie Einholens erhielten die Satelliten die Spitznamen „Tom“ und „Jerry“.
Aufgrund von Batterieproblemen wurde im Oktober 2017 das Ende der Mission geplant, GRACE-2 verglühte infolgedessen am 24. Dezember 2017 und GRACE-1 am 10. März 2018.

## Technik
Das Projekt wurde vom DLR und dem NASA/JPL in Kooperation entwickelt und verspricht in einigen Jahren eine Kenntnis des globalen Geoids auf etwa einen Zentimeter – etwa fünf- bis zehnmal genauer als mit bisherigen Methoden der Satellitengeodäsie. Allerdings ist die räumliche Auflösung durch die Flughöhe von etwa 470 km auf etwa 150 km beschränkt, sodass sich Flug- und terrestrische Gravimetrie bzw. die astrogeodätische Geoidbestimmung noch nicht erübrigen. Zusammen mit letzteren könnte das Geoid in einigen Jahren auch regional und lokal auf Zentimetergenauigkeit ermittelt werden; dies wäre notwendig, um das geowissenschaftliche Potenzial von dGPS voll zu nutzen.
Die beiden Satelliten waren für eine Lebensdauer von fünf Jahren ausgelegt. Nach über zehn Jahren in der Umlaufbahn altern jedoch die Bauteile, so können die Satelliten beispielsweise auf der Nachtseite der Erde keine Daten mehr aufnehmen, weil ohne Sonneneinstrahlung die Batterien dazu nicht genügend Energie liefern.

## Daten

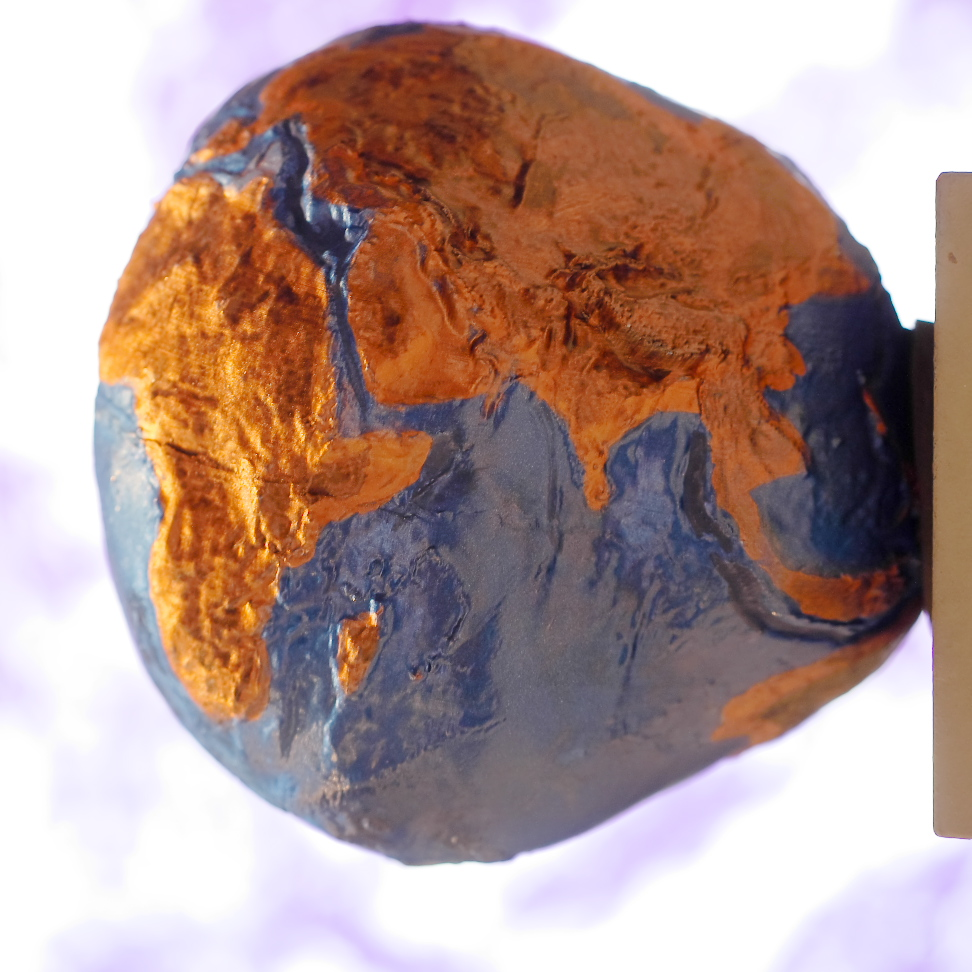
Dreidimensionales Modell der Potsdamer Kartoffel (2017), GeoForschungsZentrum

Die wissenschaftliche Auswertung erfolgt am CSR (Center for Space Research) der Universität Texas sowie am GeoForschungsZentrum Potsdam (GFZ). Bekannt wurde die Visualisierung der Schwerefeld-Anomalie der Erde durch das GFZ als „Potsdamer Kartoffel“, wobei hier noch Daten anderer Satelliten und terrestrische Messdaten einfließen. Da die Anomalien aus didaktischen Gründen gegenüber der Globus- oder Ellipsendarstellung der Erde stark übertrieben sind, erinnert dieses Erdmodell mit seinen Beulen und Dellen an eine Kartoffel.
GRACE ermöglicht es auch, aus den angesammelten Messdaten Änderungen des Geoids mit hoher Präzision festzustellen. Dadurch kommen neue Aspekte der Geodynamik und unabhängige Untersuchungsmethoden für Ozeanografie und evtl. Klimawandel ins Visier der Wissenschaftler. Ein Vergleich der Daten mit denen des im März 2009 gestarteten Gradiometrie-Satelliten GOCE ist in Arbeit.
Die Messdaten von GRACE wiesen nach, dass sich die Antarktis-Eismasse innerhalb von drei Jahren um ca. 150 km³ verringert hat, was einem Anstieg des Meeresspiegels um 0,4 mm pro Jahr entspricht. Auch konnten Mengenänderungen des Grundwassers bestimmt werden. Weiterhin stellt GRACE kontinuierlich seit Mai 2006 präzise Informationen über globale Temperatur- und Wasserdampfverteilungen bereit. Diese werden mit der innovativen GPS-Radiookkultationsmethode zur Atmosphärenfernerkundung in Analogie zu den CHAMP-Messungen ermittelt.
Ferner werden die Daten nochmals analysiert von einer QUEST genannten Kooperation mehrerer Institute der Gottfried Wilhelm Leibniz Universität Hannover, dem Laser Zentrum Hannover, dem GEO600, der PTB Braunschweig und dem Bremer ZARM mit den Zielen, die Modelle weiterzuentwickeln und Fehlsignale zu minimieren.
Von GRACE-FO seit 2018 gesammelte Daten bestätigten einen fortgesetzten Massenverlust Grönlands wie auch der Antarktis.

## GRACE-FO

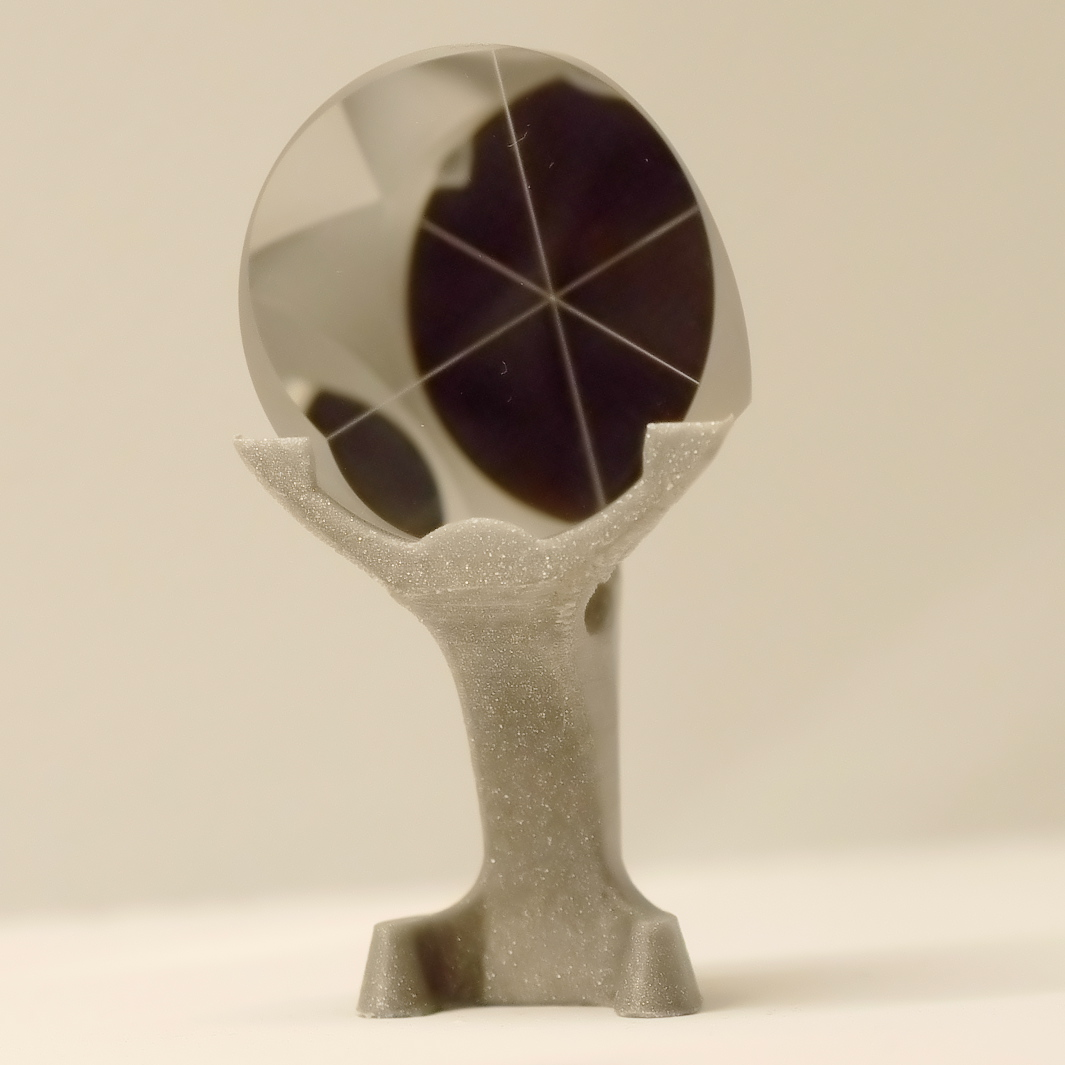
Reflexionsprisma (Carl Zeiss Jena (2016)) für die GRACE-FO-Mission, GeoForschungsZentrum

Die Nachfolgemission „GRACE Follow-On“ (GRACE-FO) vermisst neben der Mikrowellen-Messung zusätzlich die Abstandsänderungen der Satelliten laserinterferometrisch. Die Fertigung der beiden Satelliten, die am 22. Mai 2018 gestartet wurden, erfolgte bei Astrium. Sie umkreisen die Erde in 500 km Höhe im Abstand von 220 km voneinander. Instrumenteller Kern ist ein Messinstrument im Mikrowellenbereich K. Zugleich dient das Laserinterferometer des GRACE-FO der Technologiedemonstration für eLISA. Kooperationspartner sind in diesem Projekt das Albert-Einstein-Institut Hannover, das Beiträge zum Laserinterferometer lieferte, das Helmholtz-Zentrum Potsdam – Deutsches GeoForschungsZentrum, das unter anderem ermittelte Daten auswertet, und die NASA, deren Jet Propulsion Laboratory koordinierende Aufgaben hat und die Umsetzung des Projekts am Goddard Space Flight Center überwacht. GRACE-FO ist die einzige Mission im Weltraum, die Massentransporte im System Erde kontinuierlich beobachten kann.

## GRACE-C
Im März 2024 wurde von NASA und DLR beschlossen, die Mission ein zweites Mal zu verlängern. Der Name GRACE-C steht dabei für „Continuity“, womit die Konstanz der über zwanzigjährigen Messreihen zu den globalen Massentransporten gemeint ist. Deutsche Beteiligte sind weiterhin das Geoforschungszentrum in Potsdam sowie das MPI für Gravitationsphysik in Hannover. Die beiden Satelliten werden im Auftrag des Jet Propulsion Laboratory der Nasa bei Airbus in Friedrichshafen gebaut. Der Start ist für das Jahr 2028 mit einer Falcon-9-Rakete des US-Raumfahrtunternehmens SpaceX geplant. Die Missionskontrolle soll wieder das Deutsche Raumfahrtkontrollzentrum GSOC beim DLR in Oberpfaffenhofen übernehmen.